# Гарніх (комуна)
Гарніх (люксемб. Garnech, фр. Garnich, нім. Garnich) — комуна Люксембургу. Входить до складу кантону Капеллен в окрузі Люксембург.

## Географія
Площа території комуни становить 20,95 км² (50-е місце за цим показником серед 116 комун Люксембургу).
Висота найвищої точки комуни над рівнем моря становить 398 метрів (60-е місце за цим показником серед комун країни), найнижчої — 306 метрів (106-е місце).

## Демографія
Станом на 2011 рік на території комуни мешкало 1 802 ос.
Динаміка чисельності населення:

## Адміністративний поділ
До складу комуни входять такі поселення:
| Поселення | Населення за даними переписів: | Населення за даними переписів: | Населення за даними переписів: |
| Поселення | на 31.03.1981                  | на 01.03.1991                  | на 15.02.2001                  |
| --------- | ------------------------------ | ------------------------------ | ------------------------------ |
| Далем     | 271                            | 284                            | 381                            |
| Гарніх    | 553                            | 691                            | 809                            |
| Хіванж    | 97                             | 92                             | 117                            |
| Калер     | 190                            | 197                            | 188                            |